# ييلنيا
ييلنيا (بالروسية: Ельня) هي إحدى مدن روسيا في الكيان الفدرالي الروسي سمولينسك أوبلاست.

## أعلام
- هينريتش هوفمان